# You Can't Catch Me
"You Can't Catch Me'" é uma canção de Chuck Berry. Foi lançado como single em 1956. A letra da música menciona uma corrida acelerada até New Jersey Turnpike.  Foi lançada no filme Rock Rock, Rock, em 1956 e foi uma das únicas canções que na verdade fizeram parte da trilha sonora, e a única canção de Berry que esteve no filme e na trilhahe soundtrack.
Os Rolling Stones fizeram um cover da música em 1965 e John Lennon também o fez em 1975. Uma versão também foi gravada pelo Blues Project, no seu álbum Projections. O produtor de Chuck Berry processou John Lennon por quebrar direitos autorais em um verso ("here come old flat-top"), da música "Come Together", dos Beatles. A petição, contudo, foi dada como forta do tribunal. A decisão incluiu um cover de Lennon para a canção em 1975, seu seu álbum Rock 'N' Roll.